# 세바스티안 소사
카를로스 세바스티안 소사 실바(스페인어: Carlos Sebastián Sosa Silva, 1986년 8월 19일 ~ )는 우루과이의 축구 선수로 현재 멕시코 리가 데 엑스판시온 MX의 아틀레티코 모렐리아에서 골키퍼로 활동하고 있다.